# Mobile payment
Con servizi di mobile payment (in italiano: pagamento su dispositivi portatili) si intendono tutte le iniziative che abilitano “pagamenti o trasferimenti di denaro tramite telefono cellulare”. L'elemento discriminante del mobile payment è l'uso del telefono cellulare come leva di innovazione nel processo di pagamento, indipendentemente dagli strumenti di pagamento utilizzati e dalle tecnologie di comunicazione adottate.

## Funzioni
Il mobile payment offre quindi la possibilità di:
- addebitare la transazione su qualsiasi strumento di pagamento (dal contante ai borsellini virtuali, ma non credito telefonico se non IP o IMEL[non chiaro]);
- utilizzare sia una rete di comunicazione wireless (Rete cellulare – GSM, UMTS o altro – o Bluetooth, RFID), sia il cellulare come strumento fisico per attivare il pagamento (ad esempio tramite delle immagini codificate sullo schermo in grado di identificare univocamente l'utente).

### Applicazioni
I casi d'uso sono molteplici:
- Pagamento tramite POS mobili: lettura degli estremi di pagamento da un codice QR mostrato sullo schermo dello smartphone dell'esercente. Grazie all'abbattimento dei costi legati al dispositivo POS, la soluzione è di particolare attrattiva per piccoli esercenti, professionisti, edicole, taxi, etc.
- Acquisto per corrispondenza tramite cattura di codici di pagamento QR:

- volantini cartacei
- cartelloni pubblicitari
- pagine web promozionali
- POS virtuali per e-commerce
- pubblicità mirata tramite email
- riviste
- trasmissioni televisive
- Acquisto di beni e servizi geolocalizzati:

- biglietti per mezzi pubblici locali
- biglietti per musei, eventi, fiere, parchi a tema
- pagamento sosta autoveicoli in zona blu
- Fruizione di servizi automatizzati (es. sblocco di colonnine per bike sharing, prenotazione e pagamento di parcheggi con varco automatizzato).

### Paradigmi
Il mobile payment è in realtà un modello composito che racchiude in sé molteplici paradigmi:
- Mobile remote payment;
- Mobile commerce;
- Mobile money transfer;
- Mobile proximity payment.

#### Mobile remote payment (pagamento con dispositivi portatili da remoto)
Il mobile remote payment include quei servizi che consentono, in remoto, di attivare il pagamento di un bene o di un servizio attraverso il telefono cellulare. Questi servizi utilizzano una rete wireless (sia essa rete GSM, UMTS o altro) e sono fruiti tramite varie piattaforme di interazione: l'invio di un SMS, la navigazione - su siti Mobile ottimizzati per il cellulare (ad esempio .mobi/.mobile.com) o mediante Applicazioni installate su telefono cellulare (java o altre piattaforme) oppure sulla SIM (SIM Toolkit Application) -, la Chiamata a IVR (risponditore automatico che guida l'utente nell'attivazione del servizio) e l'invio di USSD (Unstructured Supplementary Service Data).

#### Mobile Commerce  (commercio su dispositivi portatili)
Si definiscono mobile commerce quelle iniziative che consentono di effettuare attraverso il telefono cellulare (tramite navigazione su Mobile site o Applicazione) la selezione e l'acquisto di un prodotto o di un servizio (selezione, acquisto, confronto di prezzi e prodotti, configurazione del prodotto ecc.) con un modello simile a quello dell'eCommerce da Pc. Questi servizi si appoggiano alla rete cellulare (GSM, GPRS, UMTS, HSPA, ecc.) e solitamente sono fruiti tramite Mobile site o Applicazioni (sia installabili sul cellulare sia su SIM).

#### Mobile Money Transfer (trasferimento di denaro di dispositivi portatili)
Il mobile money transfer include quei servizi abilitanti il trasferimento di denaro da persona a persona (person to person) spesso legati a trasferimenti tra familiari (ad esempio genitori e figli) o rimesse di denaro da parte di immigrati ai propri congiunti nei paesi d'origine (in questo caso si parla di mobile remittance). Questi servizi possono utilizzare sia la rete cellulare per trasferimenti a distanza (ad esempio tramite Sms o applicazioni) sia tecnologie di prossimità a corto raggio (ad esempio il Bluetooth).

#### Mobile proximity payment (pagamento in prossimità su dispositivi portatili)
Il mobile proximity payment comprende i pagamenti elettronici “di prossimità”, ovvero pagamenti per cui sia necessaria una vicinanza fisica tra l'acquirente ed il venditore del prodotto/servizio acquistato. Nel mobile proximity payment il cellulare emula un pagamento tramite carta. In questo caso non ci si appoggia necessariamente alla rete cellulare (che può però aumentare l'interattività del pagamento stesso), ma si fa uso di tecnologie wireless di comunicazione. Le tecnologie che permettono ad un dispositivo mobile di trasmettere i dati necessari al pagamento si riferiscono fondamentalmente alla tecnologia in Radio frequenza in banda 13,56 MHz (nello specifico si parla di tecnologie NFC – Near Field Communication). Potenzialmente si potrebbero usare altre tecnologie, ma l'NFC sembra essersi affermato per le sue caratteristiche che ne garantiscono la sicurezza. Sono considerati mobile proximity payment anche quei pagamenti che vengono attivati da codici bidimensionali ad esempio codici QR e Data Matrix. Nonostante il forte pressing effettuato da operatori telefonici e produttori di handset, i top player (Google, Apple e Microsoft) sembrano aver considerato la tecnologia NFC ormai obsoleta e non più interessante.

## Situazione in Italia
Nel luglio 2011 la Banca d'Italia ha emanato un provvedimento per la “Attuazione del Titolo II del Decreto legislativo n. 11 del 27 gennaio 2010 relativo ai servizi di pagamento”, che fornisce preziose indicazioni riguardanti diritti e obblighi delle parti di un contratto per la prestazione di servizi di pagamento.
Al fine di sviluppare forme integrate di mobilità e trasporto e di promuovere la digitalizzazione sono state, altresì, introdotte delle deroghe alla normativa di settore con Legge del 17 dicembre 2012, n. 221 ( Art. 8 "Misure per l'innovazione dei sistemi di trasporto") e con Legge del 27 del Dicembre 2013, n. 147 ( Art. 1, comma 98) che consentono l'utilizzo della bigliettazione elettronica attraverso strumenti di pagamento in mobilità, anche mediante addebito diretto su credito telefonico, per poter fruire di servizi di trasporto pubblico locale, parcheggio, bike sharing, accesso ad aree a traffico limitato e di analoghi sistemi di mobilità e trasporto.
Il 13 gennaio 2018 l’Unione Europea si è espressa sul tema dei pagamenti elettronici con la PSD2 (Payment Services Directive), la direttiva sui servizi di pagamento che dovrà essere attuata entro la metà del 2019.